# Rhamphomyia angustifacies
Rhamphomyia angustifacies är en tvåvingeart som beskrevs av Saigusa 1964. Rhamphomyia angustifacies ingår i släktet Rhamphomyia och familjen dansflugor. Inga underarter finns listade i Catalogue of Life.